# シドニー・サラウンズ
シドニー・サラウンズ地域（シドニー・サラウンズちいき、英: Sydney Surrounds Region）または、シドニー近郊地域は、オーストラリア連邦・ニューサウスウェールズ州・シドニーの郊外地域である。

## 地理

ニューサウスウェールズ州の地方自治体

### 地域

#### 地方行政区分
シドニー・アラウンズは以下の自治体と主なサバーブで構成されています。
- シティ・オブ・ブルー・マウンテンズ
  - カトゥーンバ
- セントラル・コースト・カウンシル
  - ゴスフォード
- シティ・オブ・ホークスベリー
- ウロンディリー・シャイア

| 地方自治体                         | 自治体設立日                                     | 自治体設立日  | 面積  | 面積    | 面積 | 人口    | 人口 | 地図 |
| 地方自治体                         | バラ/地区/ミュニシパリティ/シャイア              | 市            | Km2   | マイル2 | 順位 | (2018)  | 順位 | 地図 |
| ---------------------------------- | ------------------------------------------------ | ------------- | ----- | ------- | ---- | ------- | ---- | ---- |
| シティ・オブ・ブルー・マウンテンズ | 1889年1月4日 (カトゥーンバ)                      | 1947年10月1日 | 1,431 | 553     | 4    | 79,260  | 2    |      |
| セントラル・コースト・カウンシル   | 1886年11月11日 (ゴスフォード) 1947年(ワイオング) | 2016年5月12日 | 1,681 | 649     | 3    | 342,047 | 1    |      |
| シティ・オブ・ホークスベリー       | 1843年 (ウィンザー)                              | 1989年        | 2,775 | 1,071   | 1    | 67,083  | 3    |      |
| ウロンディリー・シャイア           | 1906年3月6日                                     |               | 2,555 | 986     | 2    | 52,230  | 4    |      |